# Sampradaya
No hinduísmo, um Sampradaya é uma tradição disciplinar sucessória que serve como canal espiritual e que encerra uma filosofia comum abraçada por muitas escolas, grupos, ou linhagens de guru (chamadas parampara). Ao receber a iniciação (diksha) por um parampara de um guru vivo, a pessoa automaticamente passa a pertencer ao sampradaya do guru. A iniciação é o único meio pelo qual se pode se tornar um membro de um sampradaya; não se pode tornar-se membro por nascimento, como no caso do Gotra (clã).
Há quatro quatro sampradayas vixnuítas, de acordo com o Padma Purana, o  dicionário Böthlingk de Sânscrito, o Sabda-Kalpa-Druma Sanskrit-Sanskrit dictionary e o Prameya-ratnavali 1.5-6 por Baladeva Vidyabhushana:
sampradaya vihina ye mantras te nisphala matah

atah kalau bhavisyanti catvarah sampradayinah

sri-brahma-rudra-sanaka vaisnavah ksiti-pavanah

catvaras te kalau bhavya hy utkale purusottamat

ramanujam sri svicakre madhvacaryam caturmukhah

sri visnusvaminam rudro nimbadityam catuhsanah
| “ | Ao menos que sejas iniciado por um genuíno mestre espiritual na disciplina sucessória, o mantra recebido é sem efeito. Por esta razão, quatro disciplinas sucessórias vixnuítas, inauguradas por Lakshmi, senhor Brahma, senhor Rudra, e Sanaka (um dos quatro Kumaras), aparecerá no local sagrado de Jagannath, e purificará a Terra inteira durante o Kali Yuga (era atual). Sri escolheu Ramanuja para representar sua disciplina sucessória. Do mesmo modo que o senhor Brahma escolheu Madhvacharya, o senhor Rudra escolheu Visnu Svami, e os quatro Kumaras escolheram Nimbaditya (Nimbarka). | ” |

Um exemplo de um parampara vixnuíta é o Brahma Madhva Gaudiya Vaisnava Sampradaya.
Existem, também, sampradayas xivaítasː por exemplo, o Nath e Nandinatha Sampradayas.

## ligações externas
- Brahma Madhva Gaudiya Vaisnava Sampradaya